# Ruellia sindica
Ruellia sindica là một loài thực vật có hoa trong họ Ô rô. Loài này được Ghafoor & Heine miêu tả khoa học đầu tiên năm 1986.